# Luis Ladaria Ferrer
Luis Francisco Ladaria Ferrer, född 19 april 1944 i Manacor, Spanien, är en spansk kardinal och ärkebiskop. Han var prefekt för Troskongregationen från 2017 till 2023.

## Biografi
Luis Ladaria Ferrer inträdde i Jesuitorden 1966 och prästvigdes 1973. År 1975 avlade han doktorsexamen i teologi vid Påvliga universitetet Gregoriana.
År 2008 utnämnde påve Benedikt XVI Ferrer till titulärbiskop av Thibica och han biskopsvigdes den 26 juli samma år av kardinal Tarcisio Bertone. År 2017 efterträdde Ferrer Gerhard Müller som prefekt för Troskongregationen.
Den 28 juni 2018 upphöjde påve Franciskus Ferrer till kardinaldiakon med Sant'Ignazio di Loyola in Campo Marzio som diakonia. 

## Bilder

Kardinal Ferrers diakonia
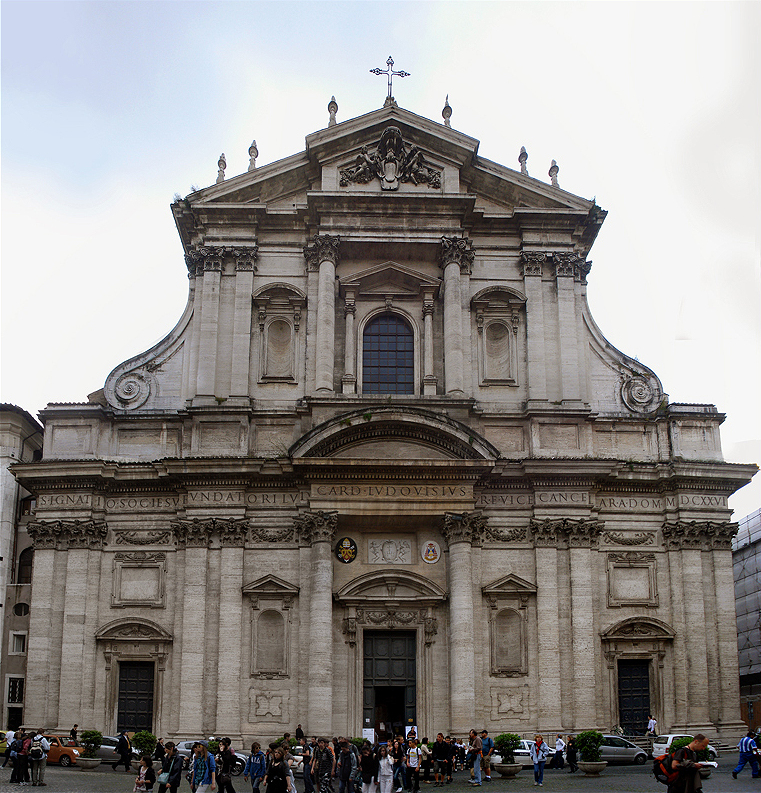
Sant'Ignazio di Loyola in Campo Marzio.